# Hôtel de Rambouillet

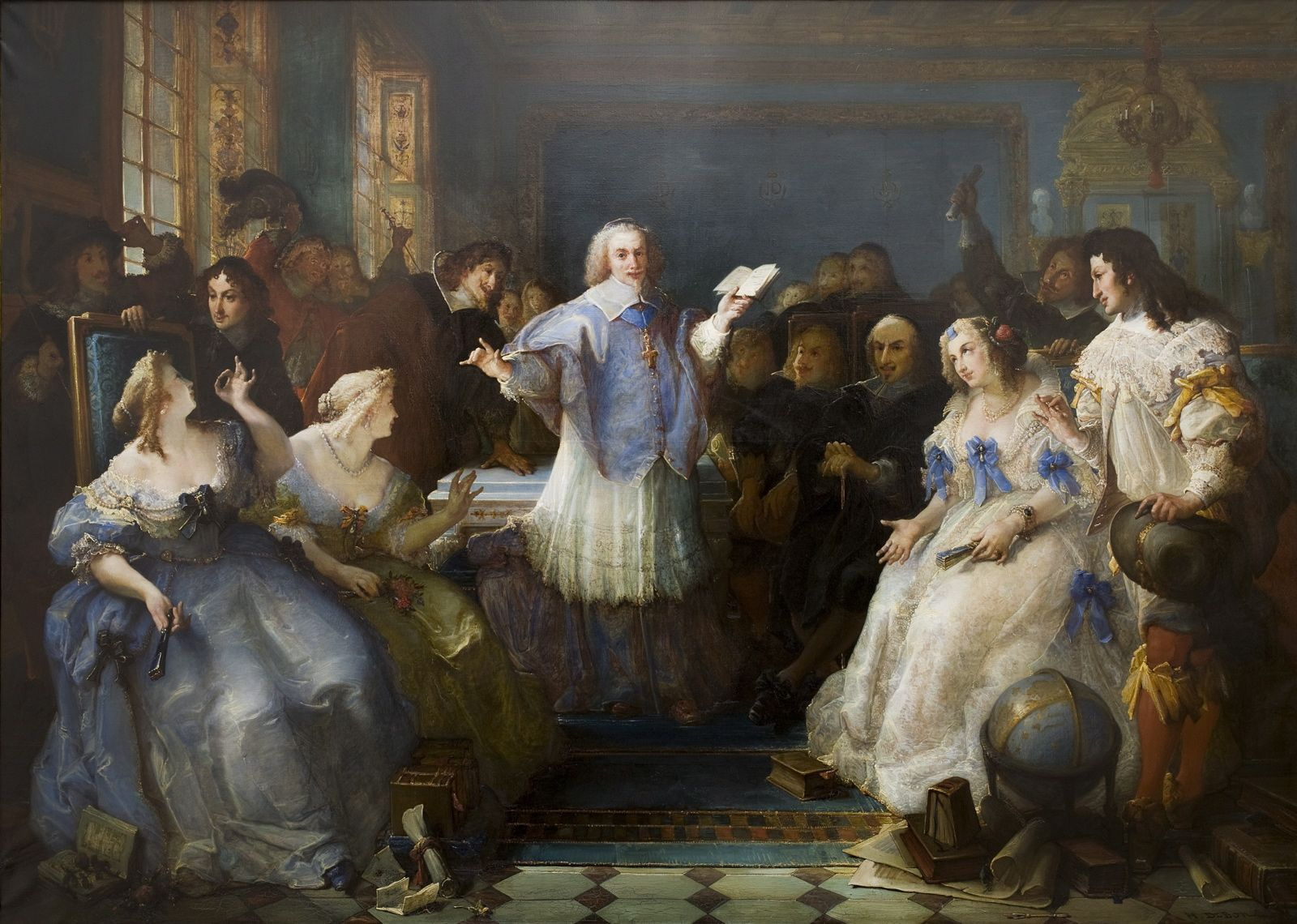
Hotel de Rambouillet, François Hippolyte Debon

O Hôtel de Rambouillet foi um palácio francês, residência parisiense de Catherine de Vivonne, Marquesa de Rambouillet, de quem tomou o nome. Conhecido noutros tempos como Hôtel de Pisani, ficava localizado nas proximidades do Palácio do Louvre, no lugar onde actualmente se ergue o Palais Royal
Catherine de Vivonne, filha de uma italiana chamada Savelli e de um diplomata francês, o Marquês de Piselli, conduziu no seu palácio um renomado salon de 1607 até sua morte, em 1665. Catherine era casada com Charles d'Angennes, o qual viu a povoação de Rambouillet, onde possuia o Château de Rambouillet, elevada à categoria de marquesado, em 1612, pelo Rei Luís XIII. Catherine passou então a ser Marquesa de Rambouillet.
O salon de Catherine de Vivonne, "a incomparável Arthénice" (anagrama de "Catherine", uso muito em voga na moda literária da época), uma das personalidades femininas mais notáveis do seu tempo, foi um dos mais brilhantes da sua época. Não teve dúvidas em reconstruir o hôtel particulier do seu pai baseando-se em planos que ela mesma desenhou, com o objectivo de ter aposentos mais adequados para as recepções, destacando uma sucessão de salões comunicantes ao estilo italiano.
Da ruelle - o espaço entre o leito de dia e a parede da alcova - do seu Chambre Bleue (Sala Azul), "Arthénice" recibia recostada num leito (tal como era costume receber no século XVII) as mentes mais ilustres do seu tempo, como Giambattista Marino (o Cavaleiro Marino), inteligente actor, e também gentes das letras e grandes personagens da sua época: Richelieu, Malherbe, Vaugelas, Guez de Balzac, Racan seriam frequentadores habituais. Estes adoptaram para eles próprios o termo précieux, que se tornou num termo de abuso quando satirizado por Molière em "Les Précieuses ridicules" (1659). As meias azuis usadas pelas damas deste círculo providenciaram por trezentos anos uma metonímia, ligeiramente desdenhosa, em inglês e em francês ("bas-bleus") para as mulheres intelectuais.
A qualidade procurada neste auto-definido círculo era a integridade (honnêteté"), uma qualidade procurada em vão na corte contemporânea, crassa, ostentensiva, corrupta e corruptora. A integridade era uma qualidade da moderação e do decoro, tão praticada que se tornara fácil e como que natural, partilhada por aristocratas e fastidiosos membros da alta burguesia, mas que não poderia ser prontamente ensinada ou aprendida. Segundo Revel, em contraste com a corte, "o Hôtel de Rambouillet recebia uma elite que escolhia os seus próprios membros, ou, mais precisamente, cujos membros reconheciam uns aos outros o direito de pertença (...) As regras ordinárias de civilidade não governavam os intercâmbios quotidianos. Membros do grupo escreviam e falavam sobretudo para os seus pares. A conversação era uma arte sacra, o fórum no qual o grupo desenvolvia os seus gostos. O Astrée foi encenado assim como lido; outras leituras incluiam as novelas de La Calprenède e Mademoiselle de Scudéry, que criaram um espelho desta microssociedade".
O refinamento de termos précieux na linguagem francesa encontraria algumas codificações no Dictionnaire de l'Académie française mais tarde publicado pela Academia Francesa (Académie française), o quais tiveram o seu início no Hôtel Rambouillet. Palavras como "celadon", para descrever uma certa tonalidade opaca azul-esverdeada da porcelana chinesa, vieram directamente do Hôtel de Rambouillet.
"Fala-se habilmente, mas fala-se razoavelmente e não há lugar no mundo onde exista mais bom senso e menos galanteria", escreveria Chapelain a propósito do Hôtel de Rambouillet. Este mundo jovem e alegre, onde os bailes e os prazeres se sucedem, as intrigas amorosas atam-se e desatam-se, não foi uma sociedade de pedantes e os divertimentos tomavam de bom grado um cunho intelectual. A Préciosité que nasceu neste salon tem uma forma mais de modernismo e feminismo  que de pedantismo, onde germina um espírito entre as jovens mulheres da aristocracia que frequentam o salão, durante trinta anos. Foi do Hôtel de Rambouillet que sairam aquelas que se implicariam activamente na Fronda ao ponto de serem qualificadas de Amazonas. Embora Molière tenha desdenhado dos membros do salon, é inegável que o Hôtel de Rambouillet teve um papel monumental no género de romance moderno francês. A sucessão será retomada por Madeleine de Scudéry e pelo próprio Chapelain que deixou algumas descrições desses tempos, não tendo para este último os mesmos termos que para a Madame de Rambouillet.

## Nota
1. ↑  Outra inovação devida a Catherine de Vivonne, numa época em que só se pintavam as salas de encarnado e marron.